# 陽建福
陽建福（1979年4月22日—）為台灣棒球選手，曾效力於中華職棒興農牛、義大犀牛、統一7-ELEVEn獅隊，守備位置為投手，擅長球種為滑球、曲球，有「滑球王子」的稱號。興農牛時期，為球隊倚重的本土先發投手。
曾多次入選國家隊，且於2008年北京奧運棒球八搶三資格賽，面對澳洲隊完投完封九局無失分，當年與潘威倫、吳偲佑、並列新四大天王。
其投球球種多元，加上擁有不錯的滑球品質，讓他在比賽中無往不利，球速快且有不錯的續航力，常常能投超過六局，因此在第一年加入中職即為人氣投手，並曾拿下單季15勝佳績。

## 經歷
- 台東縣卑南鄉卑南國小少棒隊
- 台東縣鹿野國中青少棒隊
- 高雄縣高苑工商青棒隊
- 台灣體院（富邦公牛）棒球隊
- 台灣電力棒球隊
- 國家儲訓棒球隊
- 合作金庫棒球隊
- 中華職棒興農牛、義大犀牛隊（2003年季中－2015年12月）
- 四國島聯盟plus愛媛橘子海盜（日语：愛媛マンダリンパイレーツ）隊（2016年－2017年1月31日）
- 中華職棒統一7-ELEVEn獅隊（2017年2月1日－2018年10月19日）

## 職棒生涯
2003年1月，陽建福因傷自軍中驗退，並於6月參加中華職棒季中選秀，由於被列入興農牛隊保護名單，因此興農牛隊動用優先指定權於第一輪指名陽建福，以370萬的簽約金加入興農牛隊，這也是中華職棒最後一位透過此方式加盟的球員。
6月29日，陽建福初登板中繼一局無失分。7月4日中繼三局失一分，靠隊友逆轉獲得生涯首勝。7月16日生涯首度先發，獲得勝投；在7月份以3勝、防禦率1.50的成績獲得單月投手MVP。本季繳出7勝2敗、防禦率1.48、奪三振49次、四死球17次的成績。季後興農牛隊與兄弟象隊爭奪總冠軍，陽建福在第六戰上場救援被蔡豐安擊出再見安打，在力拼六戰後仍以二勝四敗敗北。
2004年2月28日，陽建福擔任開幕戰先發投手，擊敗兄弟象隊獲得勝投。10月31日，陽建福於九局下半銜命救火，以三振化解誠泰COBRAS隊的滿壘攻勢，興農牛隊以9:8獲勝並贏得下半季冠軍，得以參加總冠軍賽。本季陽建福在173局的投球裡，繳出15勝6敗、防禦率1.77、163次奪三振、76次四死球的成績，並獲得3月、7月、10月的單月投手MVP，成為興農當家王牌投手。在總冠軍賽中，陽建福獲得首戰勝投，但卻在第四戰的四局上半被正面強襲球擊中左膝，終在第五局因對手的觸擊戰術負傷退場，吞下敗投。第六戰，陽建福強忍膝傷上場中繼，不畏對手短打攻勢，投1.2局，失一分，成功為球隊扳成3:3平手。第七戰，陽建福在八局下半兩隊平手的狀況下再度負傷上陣，並靠著九局上半張家浩的安打打下超前分，以8:6擊敗統一獅隊，帶領興農牛隊以四勝三敗獲得成軍以來首座總冠軍，賽後陽建福獲得總冠軍賽最有價值球員。而陽建福浴血拼戰的精神，更使他贏得「台灣席林」的稱號。
2005年3月12日，陽建福再度擔任開幕戰先發投手，但僅打三局就因雨保留。賽後陽建福便因手傷而無法上場，受傷程度超過外界預期，於9月17日才再度亮相，全季僅有2勝1敗2中繼點，防禦率5.93的成績。
2006年3月18日，陽建福第三度擔任開幕戰先發投手，並且對上誠泰COBRAS的王牌投手林恩宇，結果投的不理想，投五局失七分吞下敗戰，該年的表現時好時壞，全季僅交出13勝11敗1中繼2救援，防禦率僅4.06的成績，10月14日季後賽第二場對上統一獅，面對強敵潘威倫雙方上演投手大戰，陽建福投8局只被擊出2支安打，完全壓制統一獅隊的火力，雖然球隊仍吞下敗戰，但阿福精采的投球證明他已經恢復往年的身手。
2007年4月6日，陽建福首度上場中繼對上La New熊，投2局無失分驚險守住球隊勝利，在4月20日對統一獅隊取得第二勝之後，陽建福面臨了職業生涯最低潮的8連敗，直到7月26日對上誠泰COBRAS，陽建福投出8局5安打失3分的優質表現，加上隊友難得的火力支援，才以8比3擊敗誠泰中止個人8連敗，並且拿下久違的生涯40場勝投，本季拿下了7勝11敗1救援1中繼，防禦率3.68的成績。
2010年7月17日，面對兄弟象隊，完投九局無失分，生涯第二次演出完封，都是在新莊棒球場面對兄弟象。
2012年4月22日在天母棒球場對戰統一7-ELEVEn獅，上場中繼投球，五局下半讓高國慶擊出投手前內野滾地球出局，完成了職棒生涯第1000局投球，為聯盟史上第12位達成此紀錄的球員。
2012年7月10日在台中棒球場面對統一7-ELEVEn獅，投七局無失分飆出五次三振，同時完成生涯第七百次三振。
2015年12月4日，因傷病不斷，遭義大犀牛釋出。
2016年3月11日，與日本四國島聯盟plus愛媛橘子海盜隊簽約，延續職業生涯。
2017年1月，重返中華職棒，與統一7-ELEVEn獅簽約。

## 特殊事蹟
2004年5月29日，於台中球場對戰誠泰Cobras隊投出151公里創下中華職棒本土投手的最快球速(原紀錄：2000年和信鯨的郭李建夫150公里，此紀錄已於2004年9月28日被La New的吳偲佑刷新)。
2004年9月19日，於新莊球場對戰兄弟象，投出生涯首場完投完封勝。
2004年10月9日，於台南球場對戰統一獅，對決第六棒的陳連宏投出152公里快速球，刷新個人紀錄並追平吳偲佑保持的本土紀錄，此紀錄後被林岳平刷新。
2004年，以0.7143的勝率獲得職棒十五年最高勝率投手，也是該獎項舉辦的最後一屆。
2008年，奧運資格賽期間，於3月12日面對澳洲隊，投出無四死球完封勝，其精彩表現率領中華隊打進北京奧運。
2012年4月22日，於天母球場對戰統一7-ELEVEn獅隊，達成個人職棒生涯第1000局投球局數。
2012年7月10日，於台中球場對戰統一7-ELEVEn獅隊，投出生涯第700次三振。
2014年8月7日，於新莊球場對戰中信兄弟隊，二局下面對王勝偉投出三振，達成個人中職一軍生涯第800次奪三振。
2017年5月27日，於澄清湖球場對戰富邦悍將隊，六局上接替先發投手陳育軒上場投球，達成個人職棒生涯第300場出賽。
2018年5月22日，於洲際球場對戰中信兄弟隊，七局下接替先發投手馬丁尼茲上場投球，中繼一局沒被擊出安打送出一次三振無保送無失分，達成個人職棒生涯第1300投球局數。

## 國際賽表現

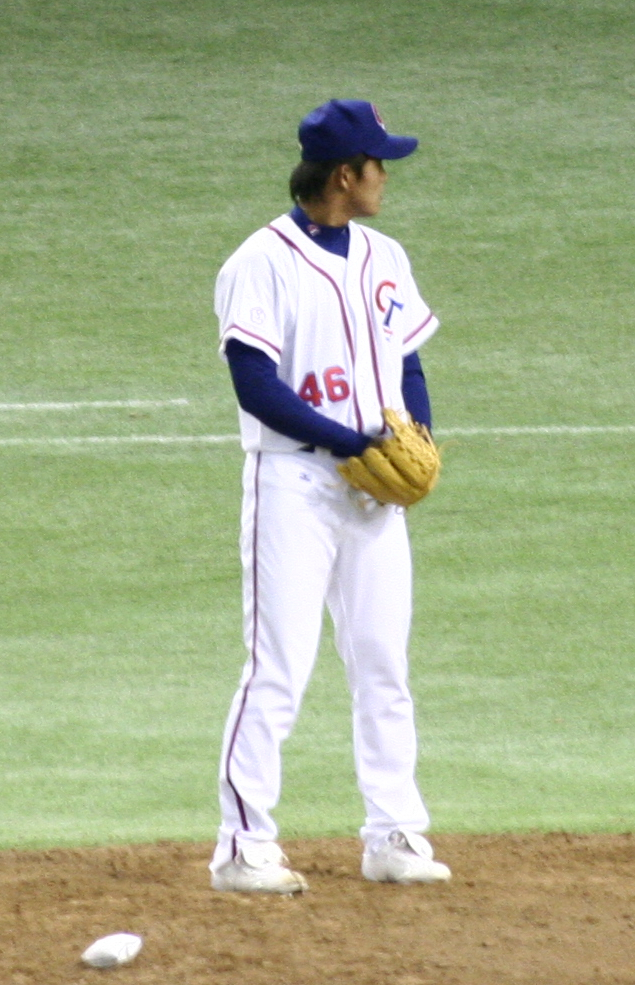
2006年，出戰第一屆世界棒球經典賽。

2001年11月，陽建福代表台灣參加世界盃棒球賽，預賽對法國隊先發五局未失分，獲得勝投。準決賽對戰強敵美國隊，在六局上半臨危受命接替先發投手許銘傑，中繼3.2局，被打出3支安打，投出5次三振，沒有失分，雖然最後中華隊仍以1:4不敵美國隊，但已達成保存投手戰力迎戰日本隊的任務。
2003年11月，陽建福代表台灣參加攸關雅典奧運參賽資格的札幌亞洲棒球錦標賽。首戰南韓隊的6局上半接替先發投手王建民，中繼四局雖都讓南韓隊球員上壘，但僅失一分，是中華隊得以後來居上的無名英雄。
2004年8月，陽建福代表台灣出征雅典奧運。預賽對戰希臘隊時，於七局上半銜命上場接替中繼投手林恩宇，成功以三振化解希臘隊滿壘攻勢，中繼1.2局，三振3次，沒有失分。出戰義大利隊時，中華隊意外陷入苦戰，陽建福於九局上半上場救援，卻被義大利轟出逆轉兩分打點全壘打，苦吞敗戰，意外的敗北也使中華隊必須力拼強敵日本隊。陽建福在對日本之戰十局下半緊急上場接替中繼投手曹錦輝，但卻被日本打者小笠原道大擊出再見高飛犧牲打，中華隊以3:4苦吞敗戰，無緣晉級四強。
2006年11月，洲際杯3.4名決賽時，陽建福代表中華隊先發出戰日本隊，先發6局，只被敲出兩支安打，終場中華隊以4比0獲得季軍，陽建福獲選為此場比賽MVP。
2007年11月9日，陽建福面對日本隊，先發6局，被擊出5支安打掉1分，丟出3次三振及2個保送與1個觸身球，還是帶領中華隊以6:1贏球。
2007年11月13日，陽建福休息3天後再度先發，壓制巴拿馬火力，6局面對19人次被 3支零星安打、4次三振，成功再度力克巴拿馬，拿下預賽的第五勝篤定晉級世界盃的複賽名單。
2007年12月3日亞錦賽，陽建福在中華隊對上日本隊這場關鍵比賽先發上場，前6局只失1分有效壓制日本隊打者，在陳金鋒6局下兩分全壘打帶領下，曾經以2:1領先，只可惜7局上體力不濟加上後援投手放火，中華隊這場最後以2比10敗給日本隊，無緣晉級奧運，陽建福也吞下了敗戰。
2008年3月12日奧運八搶三資格賽，在中華隊對上澳洲隊這場關鍵比賽先發上場，陽建福完投9局，只被澳洲隊4支安打，無四死球，在沒有丟掉任何分數的超完美表現下，最後就以5比0完封澳洲隊。
2008年8月15日奧運棒球賽，陽建福於延長12局，被侯鳳連擊出一壘安打，因隊友的守備失誤，該安打帶有3分打點，中華隊因此以7比8輸給中國隊，陽建福則吞下敗投。
2010廣州亞運四強戰，陽建福先發對戰日本，主投6局，送出4次三振無失分，但後來中華隊一度被日本隊追成3比3平手，而與勝敗無關，最後中華隊於延長10局後4比3贏球。

## 職棒生涯成績

### 中華職棒
- (粗黑體字為該年度最佳或最高成績)

| 年度 | 球隊     | 出賽 | 先發 | 勝投 | 敗投 | 完投 | 完封 | 救援 | 中繼 | 奪三振 | 四死 | 投球局數 | 責失 | 防禦率 |
| ---- | -------- | ---- | ---- | ---- | ---- | ---- | ---- | ---- | ---- | ------ | ---- | -------- | ---- | ------ |
| 2003 | 興農牛   | 14   | 9    | 7    | 2    | 0    | 0    | 0    | －   | 49     | 17   | 67.0     | 11   | 1.48   |
| 2004 | 興農牛   | 27   | 25   | 15   | 6    | 1    | 1    | 1    | －   | 163    | 77   | 172.2    | 34   | 1.77   |
| 2005 | 興農牛   | 11   | 3    | 2    | 1    | 0    | 0    | 0    | 2    | 29     | 12   | 27.1     | 18   | 5.93   |
| 2006 | 興農牛   | 35   | 26   | 13   | 11   | 1    | 0    | 1    | 1    | 120    | 71   | 173.0    | 78   | 4.06   |
| 2007 | 興農牛   | 27   | 22   | 7    | 11   | 0    | 0    | 1    | 1    | 94     | 47   | 132.0    | 54   | 3.68   |
| 2008 | 興農牛   | 24   | 19   | 4    | 14   | 1    | 0    | 1    | 1    | 55     | 39   | 110.0    | 65   | 5.32   |
| 2009 | 興農牛   | 24   | 17   | 3    | 10   | 0    | 0    | 0    | 2    | 40     | 52   | 89.0     | 57   | 5.76   |
| 2010 | 興農牛   | 30   | 22   | 11   | 5    | 1    | 1    | 0    | 3    | 85     | 58   | 143.0    | 37   | 2.33   |
| 2011 | 興農牛   | 23   | 12   | 8    | 6    | 1    | 0    | 0    | 1    | 36     | 32   | 81.0     | 58   | 6.44   |
| 2012 | 興農牛   | 22   | 16   | 4    | 9    | 0    | 0    | 0    | 0    | 60     | 50   | 100.1    | 63   | 5.65   |
| 2013 | 義大犀牛 | 27   | 19   | 3    | 7    | 1    | 1    | 0    | 1    | 64     | 44   | 110.2    | 49   | 3.98   |
| 2014 | 義大犀牛 | 8    | 7    | 3    | 1    | 0    | 0    | 0    | 0    | 14     | 14   | 37.2     | 16   | 3.82   |
| 2015 | 義大犀牛 | 16   | 2    | 0    | 1    | 0    | 0    | 0    | 1    | 12     | 7    | 22.0     | 21   | 8.59   |
| 2017 | 統一獅   | 24   | 0    | 2    | 1    | 0    | 0    | 1    | 1    | 13     | 9    | 31.2     | 14   | 3.98   |
| 2018 | 統一獅   | 14   | 0    | 0    | 0    | 0    | 0    | 0    | 2    | 9      | 4    | 17.0     | 17   | 9.00   |
| 合計 | 15年     | 326  | 199  | 82   | 85   | 6    | 3    | 5    | 16   | 843    | 533  | 1314.1   | 592  | 4.05   |

## 外部連結
- 陽建福在台灣棒球維基館上的頁面（繁體中文）
- 陽建福在中華職棒官網
- 陽建福在Baseball-Reference.com（小聯盟以及海外聯盟）（英语）
- 陽建福在Olympedia（英语）
- 陽建福的Facebook專頁

| 前任： 蔡仲南 勇壯 正田樹 | 興農牛開幕戰先發投手 2004年 2006年 2011年 | 繼任： 勇壯 剛雷A.G 林其緯 |
| 前任： 潘威倫             | 中華職棒明星賽明星白隊先發投手 2004年     | 繼任： 勇壯                |
| 前任： 陳致遠             | 中華職棒總冠軍賽最有價值球員獎 2004年     | 繼任： 葉君璋              |